# Lobelia fatiscens
Lobelia fatiscens är en klockväxtart som beskrevs av Peter B. Heenan. Lobelia fatiscens ingår i släktet lobelior, och familjen klockväxter. Inga underarter finns listade i Catalogue of Life.

## Utbredning
Arten är endemisk för Nya Zeeland.